# 弗拉马里翁溪
弗拉马里翁溪是位于月球正面赤道附近的一条月表沟壑，起始于它所得名的弗拉马里翁环形山内北部区，呈东北-西南方向直线延伸，全长45公里，它的中心月面坐标为2°24′S 4°42′W / 2.4°S 4.7°W。弗拉马里翁月溪的北面是中央湾。

## 扩展阅读
- 鲁克尔, 安东宁. . 布拉格: 阿文蒂诺. 1991. ISBN 80-85277-10-7.

## 相关文章
- 月球表面特征列表